# 18-й фронт (Япония)
Восемнадцатый фронт (яп. 第18方面軍) — группировка сухопутных войск японской императорской армии, находившаяся в Сиаме во время Второй мировой войны.
Группировка была образована 4 января 1943 года как Командование Сиамского гарнизона (яп. 泰国駐屯軍司令官), 14 декабря 1944 года была переименована в 39-ю армию (яп. 第39軍), а с 7 июля 1945 года стала Восемнадцатым фронтом.
18-й фронт находился в подчинении Южной группы армий, и служил его военным резервом. Официально его войска должны были способствовать защите номинального союзника Японии — Сиама, однако на самом деле они, скорее, обеспечивали его лояльность. Штаб-квартира группировки находилась в Бангкоке.
Войска фронта в боевых действиях не участвовали, и после капитуляции Японии были демобилизованы.

## Список командного состава

### Командующие
|   | Имя                              | С             | По              |
| - | -------------------------------- | ------------- | --------------- |
| 1 | Генерал-лейтенант Акэто Накамура | 4 января 1943 | 15 августа 1945 |

### Начальники штаба
|   | Имя                          | С              | По              |
| - | ---------------------------- | -------------- | --------------- |
| 1 | Генерал-майор Сэйдзи Мория   | 4 января 1943  | 21 января 1943  |
| 2 | Генерал-майор Кунитаро Ямада | 21 января 1943 | 22 ноября 1944  |
| 3 | Генерал-майор Хитоси Ямада   | 22 ноября 1944 | 9 июля 1945     |
| 4 | Генерал-майор Тадаси Ханъя   | 9 июля 1945    | 15 августа 1945 |